# Обертрубах
Обертрубах (њем. Obertrubach) општина је у њемачкој савезној држави Баварска. Једно је од 29 општинских средишта округа Форххајм. Према процјени из 2010. у општини је живјело 2.189 становника. Посједује регионалну шифру (AGS) 9474156.

## Географски и демографски подаци
Обертрубах се налази у савезној држави Баварска у округу Форххајм. Општина се налази на надморској висини од 434 метра. Површина општине износи 21,2 km². У самом мјесту је, према процјени из 2010. године, живјело 2.189 становника. Просјечна густина становништва износи 103 становника/km².